# International Squadron
International Squadron é um filme de guerra estadunidense de 1941 dirigido por Lewis Seiler e Lothar Mendes. É estrelado por Ronald Reagan, Olympe Bradna e James Stephenson. O filme é baseado nos Eagle Squadrons, pilotos americanos que se voluntariaram para voar para a Royal Air Force durante a Segunda Guerra Mundial.
O roteiro do filme foi baseado em um outro longa-metragem produzido pelo estúdio, Ceiling Zero (1936), que por sua vez foi baseado em uma peça de Frank Wead.

## Elenco
- Ronald Reagan como Jimmy Grant
- Olympe Bradna como Jeanette
- James Stephenson como Líder do Esquadrão Charles Wyatt
- William Lundigan  como Tenente Rog Wilkins
- Joan Perry como Connie Wilkins
- Reginald Denny como Wing Commander Severn
- Cliff Edwards  como Omaha McGrath
- Julie Bishop como Mary Wyatt
- Tod Andrews como Michele Edmé
- John Ridgely como Bill Torrence
- Charles Irwin como Biddle
- Addison Richards como engenheiro-chefe
- Selmer Jackson como Saunders
- Holmes Herbert como Sir Basil Wryxton
- Joan Perry como Connie Wilkins